# Plounévez-Lochrist
Plounévez-Lochrist è un comune francese di 2 524 abitanti situato nel dipartimento del Finistère nella regione della Bretagna.

## Società

### Evoluzione demografica
Abitanti censiti